# لایوس (ایتالیا)
لایوس (به ایتالیایی: Laives) یک کومونه در ایتالیا است که در تیرول جنوبی واقع شده‌است. لایوس ۲۴٫۳ کیلومتر مربع مساحت و ۱۷٬۱۶۸ نفر جمعیت دارد و ۲۵۸ متر بالاتر از سطح دریا واقع شده‌است.